# Carposina lacerata
Carposina lacerata là một loài bướm đêm thuộc họ Carposinidae. Nó là loài đặc hữu của Oahu.